# Ангел Гаджев
Ангел Гаджев е български гъдулар от Тракийска фолклорна област.

## Биография
Ангел Георгиев Гаджев е роден на 10 октомври 1966 г. в град Раковски, Пловдивско. Към народната музика го насочва баща му – механизатор, който обича да пее. Така Ангел започва да свири и пее с него.
Още 9 годишен започва да свири на гъдулка. По време на детската асамблея в София през 1979 г. свири на тържествения концерт в зала Универсиада. През 1980 г. участва в Международен конкурс за средношколци-изпълнители на музикални инструменти в град Бидгошч, Полша. От там се завръща с почетна грамота. След това свири тракийски хора и ръченици на самостоятелните си концерти в градовете Берлин, Лайпциг и Ерфурт, тогава в ГДР. През 1987 г. завършва спациалност „Гъдулка“ в музикалната гимназия „Широка лъка“.
След това изнася и участва в много концерти в България. Музиката от неговата гъдулка може да се чуе на много записи. Участва като солист в записи на албуми на Държавния фолклорен ансамбъл „Филип Кутев“ и хор „Мистерия на българските гласове“. Свири с Иво Папазов и неговия оркестър и с акордеониста Петър Ралчев. Като солист на оркестъра „Филип Кутев“ и изпълнител с „Мистерия на българските гласове“, Ангел гастролира на шест континента.
От 2001 г. живее със семейството си в САЩ. Съветът на чичо му „да не ходи никъде без гъдулката“ му отваря вратите за музикални изяви в Лас Вегас. Така при една случайна среща с музиканти, той свири на това, което им е обяснил за гъдулката – „цигулка с 14 струни“ и те го насочват да кандидаства за свое шоу в града, което печели и започна да прави концерти всяка година и да кани български музиканти от цяла Америка. Пътува и изнася концерти на много места с компактни групи българи в САЩ.
На 19 декември 2019 г. участва във второто издание „Изкуството на гъдулката“ на проекта на оркестъра за народна музика на Българското национално радио „Тайните на българските инструменти“.